# Grammaire de construction
La grammaire de construction (souvent abrégée CxG pour l'anglais Construction Grammar) est une famille de théories sociobiologiques dans le domaine de la linguistique cognitive et évolutive. Ceux-ci supposent que le langage humain est constitué de constructions ou d'appariements appris de formes linguistiques avec des significations. Les constructions correspondent à des  réplicateurs ou des mêmes dans la mémétique et d'autres théories de réplicateurs culturels,,,.
Le terme 'construction' remplace un certain nombre de concepts de la linguistique, notamment les mots (vélo, karaoké), les morphèmes (anti-, ‒ment), les expressions et idiomes fixes (dans l'ensemble, être dans la lune) et les règles grammaticales abstraites telles que la voix passive (le chat a été heurté par une voiture) et ainsi de suite. Tout modèle linguistique est considéré comme une construction tant qu'il est impossible de prédire un aspect de sa forme ou de sa signification à partir de ses composants ou d'autres constructions dont l'existence est reconnue. Dans la grammaire de construction, chaque énoncé est compris comme une combinaison de plusieurs constructions différentes, qui ensemble spécifient sa signification et sa forme précises.
Les partisans de la grammaire de la construction soutiennent que la langue et la culture ne sont pas conçues par les gens; elles sont « émergentes » ou automatiquement construites dans un processus qui est comparé à la sélection naturelle des espèces,,, ou à la formation de constructions naturelles telles que des nids faits par des  insectes sociaux. La grammaire de construction est associée à des concepts de la linguistique cognitive qui visent à justifier de diverses manières pourquoi le comportement humain rationnel et créatif est automatique et non planifié,.

## Modèles
- Berkeley Construction Grammar
- Sign Based Construction Grammar
- Goldbergian/Lakovian construction grammar
- Cognitive grammar
- Radical construction grammar
- Embodied construction grammar
- Fluid construction grammar

## Critique
Esa Itkonen, qui défend la linguistique  humaniste et s'oppose à la linguistique darwinienne, remet en question l'originalité des travaux d'Adele Goldberg, Michael Tomasello, Gilles Fauconnier, William Croft et George Lakoff. Selon Itkonen, les grammairiens de construction se sont approprié de vieilles idées en linguistique en ajoutant seulement quelques fausses affirmations. Par exemple, le type de construction et le mélange conceptuel correspondent respectivement à l'analogie et au 'blend' dans les travaux de William Dwight Whitney, Leonard Bloomfield, Charles F. Hockett et autres.
D'autre part, l'affirmation des grammairiens de construction, selon laquelle leurs recherches représentent une continuation de la linguistique  saussurienne, a été considérée comme trompeuse. La philologue allemande Elisabeth Leiss considère la grammaire de construction comme une régression, la reliant au darwinisme social du 19e siècle d'August Schleicher.

### Ouvrages généraux
- (en) William Croft, Radical Construction Grammar : Syntactic Theory in Typological Perspective, Oxford/New York, Oxford University Press, 2001, 448 p. (ISBN 0-19-829954-0, présentation en ligne). Exposé d'une version de grammaire de construction, où ce qu'on considère traditionnellement comme des catégories atomiques est expliqué d'une façon très différente…

- (en) Charles J. Fillmore, « The Case for Case », dans Emmon Bach et Robert T. Harms, Universals in Linguistic Theory, New York, Holt, Rinehart & Winston, 1968, ix, 210 (présentation en ligne), p. 1–88.Ici sont exposées pour la première fois les idées centrales de la grammaire des cas, qu'on voit encore exprimées dans la sémantique de cadres et la Grammaire de Construction.

- (en) Charles J. Fillmore, « The Mechanisms of “Construction Grammar” », Berkeley Linguistics Society, vol. 14,‎ 1988, p. 35–55. Le premier article où l'on donne à cette théorie le nom de « Grammaire de Construction ».

- Adele Goldberg, Constructions : A Construction Grammar approach to argument structure, Chicago, University of Chicago Press, 1995, xi, 265 (ISBN 0-226-30085-4 et 0226300862)

### Analyses constructionnelles du français
- (en) Knud Lambrecht, « On the interaction of information structure and formal structure in constructions: the case of French right-detached comme-N. », dans Mirjam Fried et Jan-Ola Östman, Construction Grammar in a Cross-Language Perspective, Amsterdam/Philadelphie, John Benjamins, 2004, 208 p., relié (ISBN 9027218226 et 158811578X), chap. 5, p. 157–199. Analyse de la construction [C'est Adj comme N] en français parlé.